# Cereopsius siamensis
Cereopsius siamensis là một loài bọ cánh cứng trong họ Cerambycidae.